# Олівейріня
Олівейріня (порт. Oliveirinha; МФА: [o.ɫi.vɐj.ˈɾi.ɲɐ]) — парафія в Португалії, у муніципалітеті Авейру. Розташована в західній частині країни, на теренах історичної португальської провінції Бейра. Входить до складу округу Авейру. За адміністративним поділом, чинним до 1976 року, терени парафії були складовою провінції Берегова Бейра. Належить до Авейрівської діоцезії Католицької церкви. Патрон — святий Антоній. Площа — 12,0707 км². Населення — 4817 ос. (2011). Сильно урбанізований регіон. Густота населення — 399,07 осіб/км²
. Код — 010508.

## Назва
- Олівейрі́ня  (порт. Oliveirinha) — сучасна португальська назва.
- Олівейрі́ня-ду-Во́га (порт. Oliveirinha do Vouga, «Олівейріня-на-Возі») — альтернативна португальська назва.

## Географія

Авейру (2013)
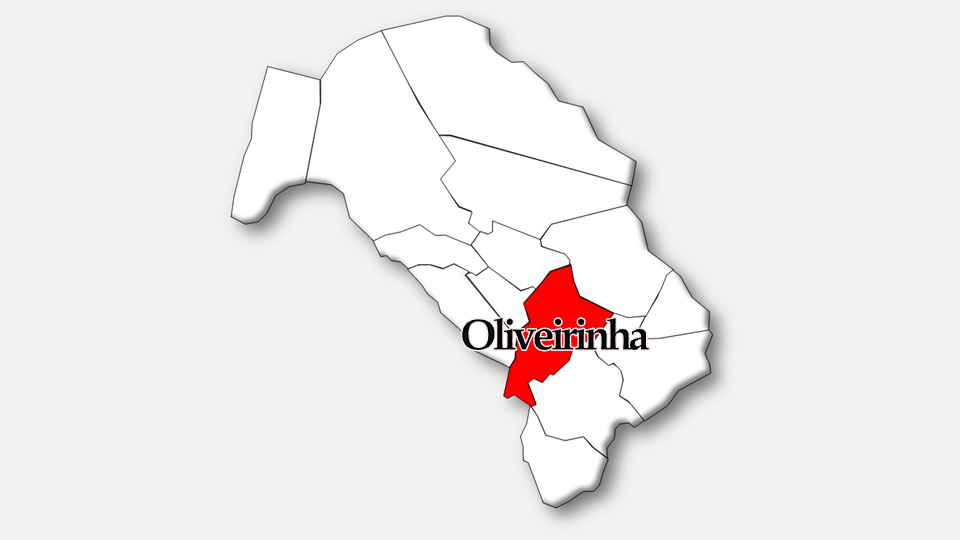
Олівейріня

## Населення
| Кількість мешканців | Кількість мешканців | Кількість мешканців | Кількість мешканців | Кількість мешканців | Кількість мешканців | Кількість мешканців | Кількість мешканців | Кількість мешканців | Кількість мешканців | Кількість мешканців | Кількість мешканців | Кількість мешканців | Кількість мешканців | Кількість мешканців |
| ------------------- | ------------------- | ------------------- | ------------------- | ------------------- | ------------------- | ------------------- | ------------------- | ------------------- | ------------------- | ------------------- | ------------------- | ------------------- | ------------------- | ------------------- |
| 1864                | 1878                | 1890                | 1900                | 1911                | 1920                | 1930                | 1940                | 1950                | 1960                | 1970                | 1981                | 1991                | 2001                | 2011                |
| 1.836               | 1.846               | 1.967               | 2.117               | 2.218               | 2.363               | 2.605               | 3.182               | 3.501               | 3.743               | 3.778               | 4.437               | 4.268               | 4.780               | 4.817               |